# Chionanthus axilliflorus
Espèce
Classification phylogénétique
Chionanthus axilliflorus est une espèce de plantes à fleurs de la famille des Oleaceae. C'est un arbuste originaire des Grandes Antilles (Cuba, Haïti, Porto Rico, République dominicaine).